# Usina Hidrelétrica de Laxiwa
36° 04′ 18″ N, 101° 11′ 14″ L
A Usina Hidrelétrica de Laxiwa (chinês tradicional: 拉西瓦大壩, chinês simplificado: 拉西瓦大坝, pinyin: Lāxīwǎ Dàbà) é uma barragem de arco no Rio Amarelo, na Província de Qinhai, no noroeste da República Popular da China e está 32 km rio abaixo da Usina Hidrelétrica de Longyangxia e 73 km rio acima da Usina Hidrelétrica de Lijiaxia. O principal propósito da barragem é a geração de energia elétrica e ela suporta a maior estação geradora de energia elétrica da Bacia do Rio Amarelo. A instalação gera eletricidade usando seis turbinas, cada qual com a capacidade de 700 MW, totalizando uma capacidade instalada total de 4 200 MW.

## Construção
No início de 2004, o Rio Amarelo foi desviado e em setembro do mesmo ano, escavação nos locais de suporte da usina começaram. Em abril de 2006,  primeiro concreto foi posto e em 18 de maio de 2009, os primeiros dois geradores de energia foram comissionados. Um total de 79 571 000 m3 de terra e rochas foram escavados do local da usina.